# Nick Julius Schuck

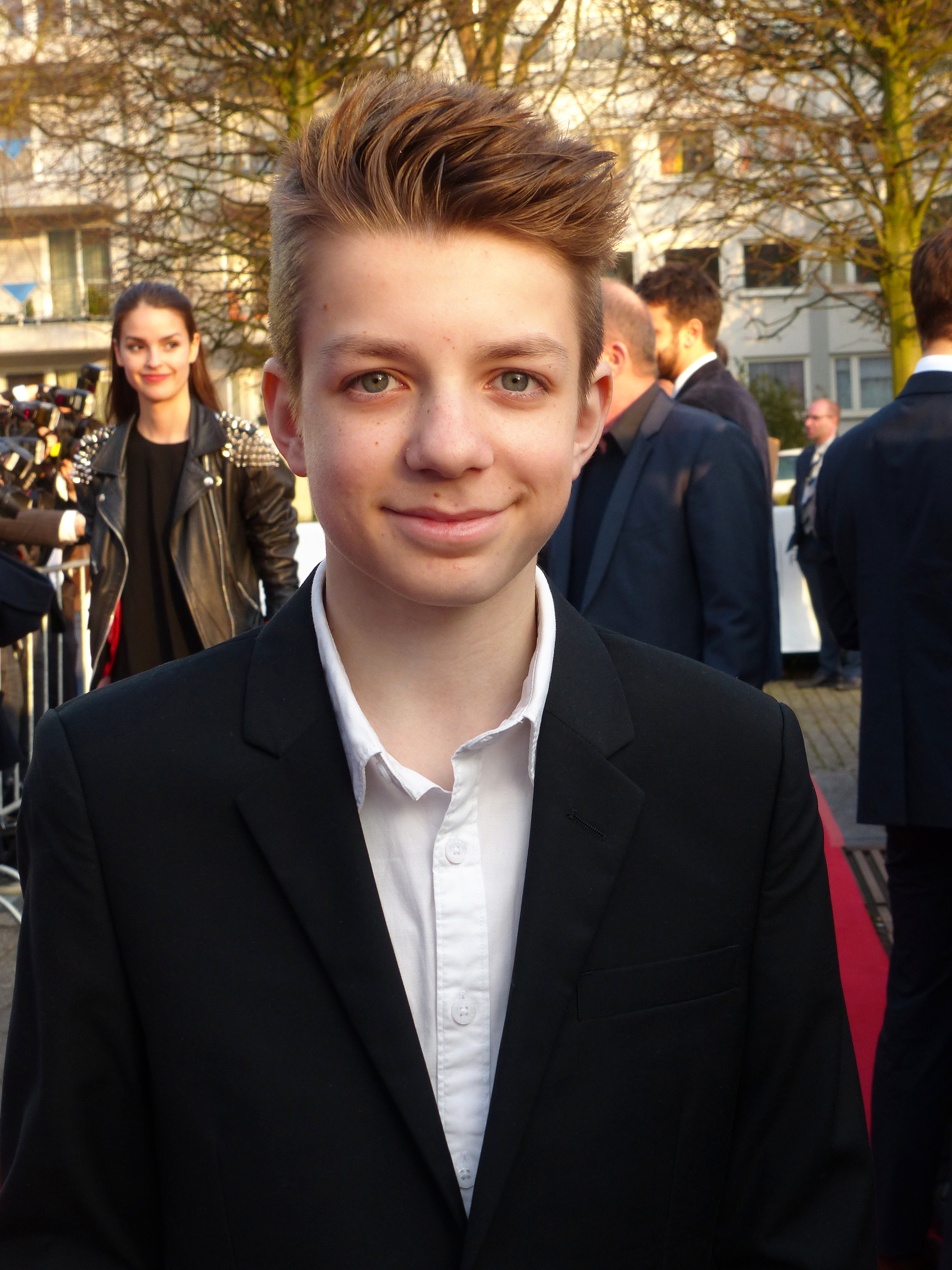
Nick Julius Schuck beim Grimme-Preis 2016

Nick Julius Schuck (* 23. September 2001 in Köln) ist ein deutscher Schauspieler.

## Leben
Nick Julius Schuck gab im Alter von zehn Jahren im Fernsehfilm Der letzte schöne Tag sein Debüt vor der Kamera. Bei Alarm für Cobra 11 – Die Autobahnpolizei trat er 2014 als Felix Neubauer in mehreren Folgen der 19. Staffel auf. Im gleichen Jahr erhielt der Nachwuchsdarsteller eine Hauptrolle in der KiKA-Jugendserie Sturmfrei. In der Rolle des Hugo Krüger gehört er zur Hauptbesetzung von Club der roten Bänder, der preisgekrönten ersten eigenen Serie von Vox. In der ZDF-Serie Fritzie – Der Himmel muss warten spielt er seit 2020 die Rolle des Schülers Florian Kühne und den Sohn der Hauptdarstellerin Tanja Wedhorn.

## Filmografie (Auswahl)
- 2008–2011: Ladykracher (Fernsehserie)
- 2011: Der letzte schöne Tag (Fernsehfilm)
- 2011–2013: Sturmfrei (Fernsehserie)
- 2012: Der letzte Bulle (Fernsehserie, Folge 3x03: Aller guten Dinge sind drei)
- 2013: Tatort: Trautes Heim (Fernsehreihe) – Regie: Christoph Schnee
- 2013: SOKO Köln (Fernsehserie, Folge 10x33: Ein neues Leben)
- 2013: Sommer in Rom (Fernsehfilm)
- 2014: Katie Fforde: An deiner Seite (Fernsehfilm)
- 2014: Alarm für Cobra 11 (Fernsehserie, 3 Folgen)
- 2015: Katie Fforde: Das Weihnachtswunder von New York (Fernsehreihe) – Regie: Felix Herzogenrath
- 2015–2017: Club der roten Bänder (Fernsehserie)
- 2016: Katie Fforde: Warum habe ich ja gesagt? (Fernsehreihe) – Regie: Carlo Rola
- 2017–2019: Der Lehrer (Fernsehserie, 3 Folgen)
- 2018: Rentnercops (Fernsehserie, Folge 3x14: Mehr Druck)
- 2018: SOKO Stuttgart (Fernsehserie, Folge 10x11: 0900 Liebe)
- 2019: Club der roten Bänder – Wie alles begann (Kinofilm)
- 2019: Väter allein zu Haus: Gerd
- 2020: Das Mädchen am Strand (2-tlg. Fernsehfilm)
- seit 2020: Fritzie – Der Himmel muss warten (Fernsehserie)
- 2020: SOKO Köln (Fernsehserie, Folge 17x11: Rabenmutter)
- 2021: Das Kindermädchen – Mission Kanada
- 2021: Das Kindermädchen – Mission Italien
- 2021: Geliefert
- 2021: Morden im Norden (Fernsehreihe, Folge 121: Liebeslügen)
- 2022: Bettys Diagnose (Fernsehserie, Folgen 8x24: Wagnisse, 9x03: Gefunden)
- 2022: Eingeschlossene Gesellschaft
- 2023: Die Frau im Meer
- 2023: Nord Nord Mord (Fernsehreihe, Folgen 2x12: Sievers und der große Knall)
- 2023: Die drei !!! (Fernsehserie) (Stefan Winkler)
- 2025: Unter anderen Umständen – Die einzige Zeugin (Fernsehreihe)

## Auszeichnungen
- 2016 Deutscher Schauspielerpreis – Ensemble